# 6:3 (film, 1999)
A 6:3 avagy, Játszd újra Tutti 1999-ben bemutatott magyar filmvígjáték, melyet Tímár Péter írt és rendezett. A főbb szerepekben Eperjes Károly és Szalay Kriszta látható.

## Cselekmény
|  | Alább a cselekmény részletei következnek! |

1993, Budapest. Boksai Rezső köztisztasági alkalmazott egy szemetesautón dolgozik. 40 éves, véletlenül pont a legendás angol-magyar mérkőzés napján, a mérkőzésnek pont a legvégén született. Édesanyját – aki szülés után azonnal magára hagyta – nem ismeri, de mindjárt a kórházban örökbe fogadta egy nő, aki sajátjaként nevelte fel.
Megszállott focimániás, annak a bizonyos meccsnek minden pillanatát fejből tudja, barátai Tuttinak hívják. Munkáját nagy szigorúsággal végzi, sohasem vállal extra lomtalanítást, nem foglalkozik „lomizással”. Egy nap munka közben megszólítja egy fiatal lány, hogy megtudja, esetleg nem vállalna-e egy kisebb lomtalanítást. Tutti először elutasítja, de azután a lány invitálását félreértve mégis bemegy a házba.
A lány a közelmúltban meghalt idős nagyapja szobájába vezeti, zsebébe dug egy ötezer forintost a lomok eltávolításáért, majd szó nélkül magára hagyja dolgozni. Amit a lány lomnak vél, az egy focirajongó számára valódi kincsesbánya. Tutti döbbenettel tapasztalja, hogy a szoba tömve van a legendás Aranycsapat relikviáival, köztük képkeretbe foglalva a 9. számú mez, amit Hidegkuti Nándor viselt a legendás 6-3-as meccsén 1953. november 25-én. Nem tud ellenállni a kísértésnek, kiveszi a mezt a keretből, és belebújik.
A következő pillanatban elájul, majd a furcsán üres ferencvárosi Bakáts téren tér magához. Nem érti, hová tűntek az autók, miért járnak az emberek furcsa ruhákban. Egy járókelőtől elkért újságból kiderül, az időpont 1953. november 25, a nagy meccs napja, néhány perccel a kezdés, valamint két órával Rezső születése előtt. Az egész ország a rádió előtt ül és a kezdést várja. Tutti az egészet egy furcsa, de számára kellemes álomnak véli. Két célja van, élőben meghallgatni a meccset, valamint megismerni édesanyját. Egy Helén nevű, jobb családból származó, de éppen ezért jelenleg utcaseprőként dolgozó hölgy veszi a pártfogásába, akivel megkeresik a legközelebbi kocsmát, ahol van rádió. A piszkos kis kocsmából egy hasonló élelmiszerboltba, onnan egy lepusztult borbélyműhelybe keverednek, de Tutti sehol sem bizonyul jó szurkolónak: mindenütt elmondja az éppen következő eseményeket, ezért mindenhonnan kidobják.
Mivel nagyon feltűnően és hangosan viselkedik, a meccs eseményeit előre tudja, valamint a kasszánál a korábban kapott, akkor még nem létező 5000 forintossal akar fizetni, ráküldik a rendőrséget. Helén az utcaseprőknél akkoriban szokásos kézi taligán menti ki, majd elviszi a Gellért-fürdőbe. Tutti ott sem képes a visszafogott viselkedésre, a meccs minden eseményét előre elmondja, ezért a dühös szurkolók ruhástól bedobják a vízbe. Elterjed a hír, hogy a meccset már régen lejátszották, felvételről megy, s hogy Tutti esetleg provokátor. Hamarosan már több rendőrjárőr is őt keresi.
A rendőrség megérkezése miatt Helén és barátja lepedőbe burkolják, s a taligán menekítik. Az utcán az igazoltató járőrnek azt mondják, hogy a taligán egy élethű, beszélő szobor van, melyet a szovjet elvtársak legújabb kutatásai és útmutatásai alapján készítettek, mire a rendőr megjegyzi, végre egy érthető műalkotás. Egy író ismerősük lakására viszik kölcsönruháért, ahol több entellektüel is tartózkodik. Tutti elköveti a legnagyobb hibát: elkezd az eljövendő évek eseményeiről és 1956-ról beszélni.
Az írók is veszélyes provokátornak, vagy legalábbis elmebetegnek vélik, kidobják, de utána alaposabban átgondolják a dolgot. Tutti valóban előre tudja a meccs eseményeit, a nála lévő pénz nem tűnik sem játékpénznek sem hamisítványnak. Bár nehéz elképzelniük, de fantáziadús írókként mégis kezdik elfogadni, mi van, ha Tutti valóban a jövőből érkezett. Hamarosan az AVH kezeibe fog kerülni, ha ott is elmondja a leendő forradalmat, meg fogják tudni akadályozni annak kitörését.
Az egyetlen esély arra, hogy ez ne történhessen meg az, ha Tutti meghal. Ezért utánamennek egy pisztollyal, hogy megpróbálják megölni. Később mindnyájan egy zenés kávéházban kötnek ki, ahol Helén barátja a zenekar tagja. Ahogy közeleg a meccs vége és leendő megszületésének időpontja, Tutti hirtelen rosszul lesz. Az egyik vendéget, egy terhes nőt, szintén a kávéházban fog el a rosszullét: szülni fog. A legközelebbi kórház a Bakáts téri szülészet, oda viszik a kismamát. A kávéházból a Duna-partra keveredik a társaság. Tuttinak az írók általi lelövése ugyan meghiúsul, de egyre rosszabbul van, ezért Helén beviszi őt is a Bakáts téri kórházba, mert az van legközelebb. Mivel a teljes személyzet és az orvosok is a meccs végét hallgatják, senki sem törődik velük. Amint a kávéházból a kórházba vitt hölgynek megszületik a gyermeke, Tutti egyszerűen eltűnik, csak a ruhája marad a kórház folyosóján, ahol az imént feküdt orvosra várva. Helén sehol sem találja, azt hiszi, tán elment, vagy másik kórházba vitték.
Pár nappal később Helén újra bemegy a kórházba. Már az egész várost bejárta, de sehol sem akadt Tutti nyomára, ezért újra megkérdezi, nem találkoztak-e mégis Boksai Rezsővel. A nővér megnézi a könyvét, majd elküldi az egyik kórterembe, ahol egy újszülöttet szoptatnak, a pár napos Boksai Rezsőt. A dajka elmondja, édesanyja, akit egy kávéházból hoztak be, szülés után azonnal magára hagyta, így árván maradt. Mivel Helénnek nem lehet gyermeke, örökbe fogadja. Az árvaként nevelkedett Boksai Rezső így kétszer is eltűnt a világból, hogy Helén örökbefogadott gyermekeként újra leélhesse életét...
|  | Itt a vége a cselekmény részletezésének! |

## Szereplők
- Eperjes Károly (Boksai Rezső 'Tutti'), kukás, fociőrült
- Szalay Kriszta (Kaiser Helén, utcaseprő)
- Cseh Tamás (Halmi, zenész, Helén barátja)
- Kállai Ferenc (borbély)
- Kari Györgyi (mindig felbukkanó szemüveges nő)
- Írók:
  - Kern András (Béry)
  - Fodor Tamás
  - Gálffi László
  - Végvári Tamás
  - Lőte Attila
- Ullmann Mónika (farmerruhás nő)
- Fesztbaum Béla (fiatal borbély)
- Máté Gábor (hentes)
- Reviczky Gábor (vásárló a hentesnél)
- Szabó Győző  (fürdőmester)
- Kiss Jenő (idősebb fürdőmester)
- Bánfalvy Ágnes (Tündike, pincérnő)
- Scheer Magda (ruhatáros nő)
- Kiss Zoltán (kukás)
- Szarvas József (sofőr)
- Somfai Éva (ápolónő)
- Nagy Mari (pénztárosnő)
- Halmágyi Gyuri (kisfiú)

## Hibák
A film alkotói a számukra adott lehetőségeken belül és a film szatirikus görbetükrén láttatva a lehető leghitelesebb képet festettek a korszak külsőségeiről, ruhákról, korabeli kocsmákról, üzletekről. Megjegyzendő, a cselekmény idején nagyon sok budapesti utcán kockakő- vagy keramitburkolat volt, nem pedig aszfalt, többek között a Bakáts téren is. A Duna partján este játszódó jelenetben a háttérben erős és korszerű utcafény látható, ami nem felel meg az akkori, normál izzólámpákkal való utcavilágításnak. Az erős fényű higanygőzlámpák a hatvanas évek közepétől jelentek csak meg, fokozatosan elterjedve.

## Nézettség
A nézettségi adatok szerint 113 515 jegyet adtak el rá.